# Falling Awake
Falling Awake (originariamente intitolato Shine On) è un film del 2009 scritto e diretto dal regista cubano Agustín (Agustín Fernández).